# 多倫多西區醫院
多倫多西區醫院（縮寫）是加拿大安大略省多倫多的一所教學醫院，附屬於大學醫療網絡。該院擁有256張床位，其急症室每年達46,000人次就診。該院以神經外科聞名，是加拿大最早使用伽馬刀的醫療機構之一。
該院皇室慈善贊助人為愛丁堡公爵夫人蘇菲。